# Радовичі (Ковельський район)
Ра́довичі — село в Україні, у Турійській селищній громаді Ковельського району Волинської області. Населення становить 335 осіб.

## Історія

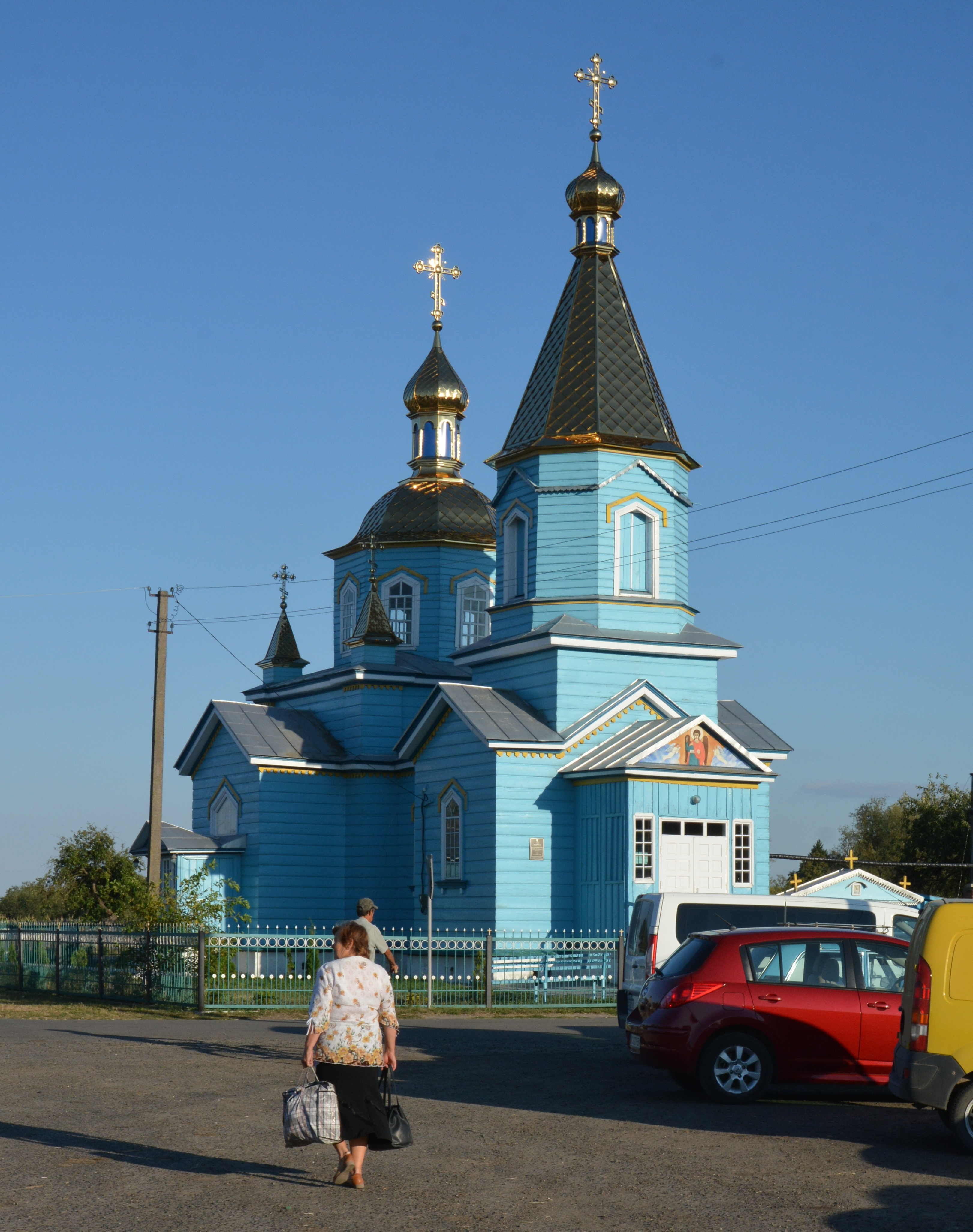
Святодухівська церква у Радовичах

Село Радовичі  — одне з давніх волинських сіл. Перша писемна згадка про село датується 8 червня 1544 року в договорі Анастасії Радовицької з князем Федором Андрійовичем Сангушком про розмежування її помістя Радович від помістя кн. Федора — Турійська, Бобол і Обеніж.

### Поліська Січ
У перших днях вересня 1943 р. поблизу села Радовичі Турійського району відбувся один із найбільших боїв УПА з німцями на Волині.
5 вересня в цьому районі повстанці вели бої з польськими загонами Армії Крайової та базами польської «самооборони». Для операції проти поляків було стягнено декілька куренів групи УПА «Турів».
7 вересня в місці ведення українсько-польських боїв з'явилися німецькі армійські підрозділи. Спершу рота вермахту несподівано натрапила на засідки, організовані сотнями «Байди» та «Кубика».
Під час першого бою німці втратили 5 убитими й 11 полоненими. 8 вересня німці відправили каральну експедицію із Ковеля в силі батальйону піхоти (470 вояків) і трьох броньованих машин та бронепоїзда. Розпочалися запеклі бої з використання з обох боків артилерії.
Повстанці, які мали чисельну перевагу, але гірше озброєння, вели бої дві доби (до кінця дня 9 вересня), після чого відійшли вглиб лісового масиву. У боях брало участь 9 сотень УПА (курінь Олексія Громадюка («Голобенка»), курені «Щуки» і «Яреми», а також вишкільна сотня артилерії під командою «Розважного», сотня «Запорожця» (сотенний, уродженець Горохівського району) та ін.) — загалом понад 1000 повстанців під загальним керівництвом Олексія Шума («Вовчака») Упівці здобули 59 одиниць зброї, убили начебто 208 противників (за свідченням учасника бою В. Новака («Крилатого»).
У боротьбі особливо відзначилися сотенний 1-ї сотні Тихон Зінчук («Кубік»), сотенний 2-ї сотні «Байда» (колишній червоноармієць), який командував навіть після поранення в голову, та чотовий Чайківський («Трач»), чотовий «Деркач»; стрілець «Каленик», який загинув; кулеметник УПА, житель села Осьмиговичі Василь Севастанюк, який у критичний момент підвівся з кулеметом на повний зріст і нищівним вогнем заставив німців зупинити атаку. Жителем села Гаруша (Турійський район Волинської обл. Іваном Вовком було підбито німецький танк (броньовик?).
З боку УПА загинуло близько 40 вояків, було 3 поранених. Тоді загинули повстанці: Андросюк Леонід Демкович, Наумов Іван, Січкарук Мусій, Романчук Василь Боніфатович, пс. «Муха» — всі уродженці села Купичів Турійського району; Бадера Максим Каленикович, Баран Леонід Миколайович, Марцинковський Василь Андрійович — всі уродженці села Новий Двір Турійського району; Білецький Василь Іванович, Гнатюк Іван Григорович, Рябий Єгор, Терещук Василь Васильович, Терещук Василь Іванович, Сервачинський Михайло, Терещук Олександр, Білецький Іван, Савчук Дмитро, Рябий Феодосій — всі уродженці села Нири Турійського району; повстанець Кухарук із Турійського району; Нечипорук Петро Іванович із села Літин Турійського району; Карпук Андрій Данилович, Башта Іван Микитович, Башта Володимир Микитович — всі уродженці села Гаруша Турійського району; Микитюк Іван із села Радовичі Турійського району; Муравський Сергій Пилипович уродженець містечка Турійськ; Прогонюк Степан Олексійович, повстанець Казбур, Соловенюк Петро, Солтис Адам, Чабан Ничипір, Шейка Петро, Шумський Петро Лукашович — всі уродженці села Вербично Турійського району; Шворак Леонтій Сильвестрович, Терефельський Федір Трохимович — обидва уродженці села Чорніїв Турійського району; Потапчук Петро, уродженець села Будище Кевельського району Волинської області.
Ветерани польського підпілля стверджують, що в цьому бою німці втратили лише 26 своїх солдатів. Однак вказують на те, що тіла німців були сильно помордовані. Навряд чи в такому бою у повстанців була можливість знущатися над трупами.
Помордованими могли бути хіба що 11 німців, захоплених 7 вересня в полон. Скоріш за все правда про німецькі втрати лежить десь посередині. Якщо припустити, що вбитих німців 8—9 вересня було стільки ж, скільки захоплено зброї (59 чоловік) і додати до цього числа 11 убитих полонених і 5 убитих напередодні, то вийде 75 чоловік. Враховуючи, що повстанців було більше, й що німці атакували на незнайомій території, вони цілком могли втратити стільки людей за три дні.
12 червня 2020 року, відповідно до розпорядження Кабінету Міністрів України № 708-р «Про визначення адміністративних центрів та затвердження територій територіальних громад Волинської області», увійшло до складу Турійської селищної територіальної громади.
19 липня 2020 року, в результаті адміністративно-територіальної реформи та ліквідації Турійського району, село увійшло до новоутвореного Ковельського району.

## Населення
Згідно з переписом УРСР 1989 року чисельність наявного населення села становила 432 особи, з яких 210 чоловіків та 222 жінки.
За переписом населення України 2001 року в селі мешкало 375 осіб. 100 % населення вказало своєю рідною мовою українську мову.

## Економіка
- Тваринницький комплекс ФГ «Аміла»[6]
- Ферма з розведення благородного оленя[7]. На 122 гектарах у 2021 році тут проживало близько 400 оленів[8].

## Пам'ятки
- Радовичівський заказник
- Кошляк Радовичівський заказник